# زبان‌شناسی پیکره‌ای
زبان‌شناسی پیکره‌ای (به انگلیسی: corpus linguistics) شاخه‌ای از زبان‌شناسی است که در آن از طریق ایجاد پایگاه‌های داده‌ایِ گسترده‌ای از متون و واژگان رایجِ یک زبان و بررسی این متون به مطالعهٔ جنبه‌های گوناگون آن زبان می‌پردازد.
این شاخه تنها در آخرین دهه‌های قرن بیستم ایجاد شد و در همین زمان کوتاه تبدیل به یکی از فعال‌ترین و پرکاربردترین زمینه‌ها شده‌است.
پیکرهٔ زبانی عبارت است از مجموعه‌ای از متن‌های نوشتاری یا گفتاری که می‌توان در توصیف و تحلیل زبان از آن بهره گرفت. پیکره ممکن است به‌شکل برگه‌های یادداشت یا پرونده‌های رایانه‌ای شامل متن‌های کامل یا گزیده‌هایی از آنها، یا بخش‌های پیوسته‌ای از متون یا گزیده‌ای از نقل‌قول‌ها و نکات و حتی فهرست‌های واژگانی باشد.
برای گویاتر شدن پیکره و کاربردهای خاص، کدهای متفاوتی به آن افزوده می‌شود. این نشانه‌گذاری از یک‌سو می‌تواند برای ارتباط دادن بخش‌های یک پیکره به ساختار کلی آن باشد، مانند شمارهٔ سطر، صفحه، فصل و مانند اینها، یا بافت زبانی را مشخص کند، مانند شرایط تولید زبانی، گونهٔ زبانی، رسانه و مانند آن. از سوی دیگر، نشانه‌گذاری می‌تواند صرفاً زبانی باشد.
برنامه‌های پایشگری زبان برای پی‌گیری و ردگیری تحولات زبانی نیز از امکانات پیکره‌های زبانی سود می‌برند. این‌گونه پیکره‌ها را «پیکرهٔ پویا» یا «پیکرهٔ پایشگر» می‌نامند.